# Isabelle Stone
Isabelle Stone (18 d'octubre de 1868 o 1870, Chicago, Illionis, EUA - 1966, North Miami, Florida, EUA) fou una física estatunidenca, la primera dona que es doctorà en física als Estats Units.
Els seus pares, ambdós professors d’escola, eren figures destacades de la comunitat de Chicago: el seu pare era membre actiu de l'església Baptista i editor del Chicago Times, i la seva mare era líder de l'Associació Cristiana de Dones Joves. Stone seguí els passos de la seva germana gran i completà una llicenciatura en música al Wellesley College exclusivament femení el 1890. Després anà a la Universitat de Chicago per obtenir un màster el 1896 i després inicià el doctorat en física sota la direcció del futur premi Nobel de Física Albert A. Michelson (1852-1931), poc donat a dirigir tesis doctorals. La seva recerca consistí a mesurar la conductivitat específica de les pel·lícules primes. Preparà pel·lícules dipositant argent sobre plaques de vidre de 8 x 0,8 cm amb terminals de coure i un protector de paper per evitar danyar el vidre i la pel·lícula. Investigà la seva resistència observant que canviava amb el pas del temps a causa dels efectes de la humitat i la calor. Notà una caiguda ràpida de la resistència en moments breus i una disminució molt més lenta en temps més llargs. En general, com més gran sigui la resistència de la pel·lícula, més ràpida serà aquesta caiguda. A més, trobà que la proporció de la resistència elèctrica observada i la resistència calculada a partir del pes, la densitat i les dimensions de la pel·lícula prima era molt gran. El 1897, Stone defensà aquest treball per la seva tesi On the Electrical Resistance of Thin Films i fou la primera dona estatunidenca en doctorar-se en física.
Al mateix temps que realitzava la tesi doctoral també impartia classes de física. A partir del 1890 ensenyava astronomia, àlgebra, geometria i gimnàstica femenina a Huff-House, casa que proporcionava residència, educació i centre cultural per a immigrants de la zona de Chicago. De 1898 a 1906, Stone fou professora del departament de física del Vassar College de Poughkeepsie, Nova York. Aquesta universitat per a dones s'havia fundat el 1861 i acaba de crear el seu departament de física el 1894, de manera que Stone participà en el seu creixement. En aquests anys també realitzà recerca a la Universitat de Colúmbia a la ciutat de Nova York sobre les propietats de les pel·lícules primes quan es dipositen al buit i sobre el color de les pel·lícules de platí. Formà part de la junta d’exàmens d’accés a la universitat el juny de 1901, que era la primera vegada es va fer l'examen d’admissió normalitzat.
El 30 de maig de 1899, trenta-sis físics estatunidencs es reuniren a la Universitat de Colúmbia per a fundar l'American Physical Society. Hi participaren només dues dones: Marcia Keith, cap del departament de física del Mount Holyoke College, i Stone. No gaire després, el 1900, se celebrà a París el primer Congrés Internacional de Física, amb 836 assistents amb dues dones, Stone i Marie Curie.
El 1907 obrí una escola privada de noies amb la seva germana a Roma, Itàlia, que fou de les poques, o l'única, escola internacional per a noies americanes de l’època. L'escola oferia un programa d’immersió lingüística en història francesa i italiana, història de l’art, literatura i música. Hi havia classes setmanals suplementàries a la ciutat per visitar llocs històrics i galeries d'art que les noies havien après a l'aula. Stone i la seva germana organitzaven viatges durant les vacances a regions veïnes d’Itàlia, com la Toscana, l'Úmbria, Campània, Sicília i altres països, com Espanya i Grècia. Dirigiren l'escola fins a l'inici de la Primera Guerra Mundial el 1914, quan hagueren de tancar-la i tornar als EUA. En tornar d’Itàlia, Stone es convertí en el cap del departament de física del Sweet Briar College de Sweet Briar, Virgínia. Sweet Briar College era una universitat de dones que havia obert el 1906 amb només 51 estudiants. Stone presidí el departament de física entre 1916 i 1923. El 1923, Stone i la seva germana obriren una nova escola per a dones a Washington DC. Malauradament, hagué de tancar el 1929 a causa de la Gran Depressió. Durant dècades, ella i la seva germana foren tutores a Ponce, Puerto Rico.